# Бондаренко Іван Антонович
Бондаре́нко Іва́н Анто́нович (нар. 1914 — пом. 26 березня 1944) — командир 1041-го стрілецького полку 223-ї стрілецької дивізії 57-ї армії 3-го Українського фронту, майор, Герой Радянського Союзу (1944).

## Життєпис
Народився у 1914 році в селищі в с. Шевченкове Баштанського району Миколаївської області в родині службовця. Українець. Освіта неповна середня. Після школи працював у районній інспекції Держстраху.
До лав РСЧА призваний у 1939 році. У 1941 році закінчив Одеське військово-технічне училище.
Учасник Радянсько-німецької війни з липня 1941 року. Воював на Південному, Закавказькому, Північно-Кавказькому, Південно-Західному, 2-у та 3-у Українських фронтах.
З 1942 року — на командирських посадах у 223-й стрілецькій дивізії. 18 серпня 1942 року в бою за місто Моздок був поранений. Брав участь в Моздоксько-Ставропольській, Тихорецько-Єйській, Краснодарській, Донбаській наступальних операціях.
З 15 вересня 1943 року — виконувач обов'язків, а згодом — командир 1041-го стрілецького полку.
Майор І. А. Бондаренко особливо відзначився при форсуванні річки Південний Буг в районі села Бузьке Вознесенського району Миколаївської області. 21 березня 1944 року полк вийшов на лівий берег річки, знищивши при цьому 37 автомашин, 2 штурмові гармати, 6 гармат та кілька десятків гітлерівців. В ніч на 24 березня на правому березі Південного Бугу був захоплений плацдарм. 26 березня в критичний момент бою по утриманню плацдарму, підняв бійців у штикову атаку. Був поранений, але поле бою не залишив.
26 березня 1944 року загинув у бою. Похований в селищі міського типу Арбузинка Миколаївської області.
Указом Президії Верховної Ради СРСР від 3 червня 1944 року за зразкове виконання бойових завдань командування на фронті боротьби з німецько-фашистськими загарбниками та виявлені при цьому відвагу і героїзм майору Бондаренку Івану Антоновичу присвоєне звання Героя Радянського Союзу (посмертно).

## Нагороди

Арбузинка. Меморіальна плита на могилі І. А. Бондаренка

- Медаль «Золота Зірка» Героя Радянського Союзу (03.06.1944);
- Орден Леніна (03.06.1944);
- Орден Червоного Прапора (07.12.1943);
- Орден Суворова 3-го ступеня (11.01.1944);
- Орден Червоної Зірки (11.04.1942).

## Пам'ять
На честь І. А. Бондаренка названо вулицю в райцентрі Арбузинка Миколаївської області.